# Jean-Michel Henry
Jean-Michel Henry (ur. 14 grudnia 1963 w Marsylii) – francuski szermierz, szpadzista, wielokrotny medalista olimpijski i wielokrotny medalista mistrzostw świata.
Na igrzyskach olimpijskich w Los Angeles w 1984 roku reprezentacja Francji w składzie: Philippe Boisse, Jean-Michel Henry, Olivier Lenglet, Philippe Riboud i Michel Salesse zdobyła drużynowo srebrny medal. Na rozgrywanych cztery lata później igrzyskach olimpijskich w Seulu razem z Frédérikiem Delplą, Olivierem Lengletem, Philippe'em Riboudem i Érikiem Sreckim zwyciężył w zawodach drużynowych. Indywidualnie zajął 18. miejsce. Następnie zdobył brązowy medal indywidualnie podczas igrzysk olimpijskich w Barcelonie w 1992 roku. Wyprzedzili go jedynie Éric Srecki i Rosjanin Pawieł Kołobkow. Brał również udział w igrzyskach olimpijskich w Atlancie w 1996 roku, wspólnie z Robertem Leroux Érikiem Sreckim zdobywając brązowy medal w rywalizacji drużynowej. Indywidualnie był tym razem szósty.
Podczas mistrzostw świata w Wiedniu w 1983 roku wspólnie z Lengletem, Boisse i Salesse zwyciężył w zawodach drużynowych. W konkurencji tej Francuzi z Henrym w składzie zdobywali następnie złoty medal na mistrzostwach świata w Atenach (1994), srebrne podczas mistrzostw świata w Lyonie (1990), mistrzostw świata w Essen (1993) i mistrzostw świata w Hadze (1995) oraz brązowe na mistrzostwach świata w Lozannie (1987) i mistrzostwach świata w Atenach (1994). Ponadto na mistrzostwach świata w Atenach w 1994 roku zajął trzecie miejsce w rywalizacji indywidualnej, plasując się za Pawłem Kołobkowem i Szwajcarem Olivierem Jacquetem. 